# Santa Rosa (Capira)
Santa Rosa è un comune (corregimiento) della Repubblica di Panama situato nel distretto di Capira, provincia di Panama. Si estende su una superficie di 93 km² e conta una popolazione di 1.767 abitanti (censimento 2010).